# Кидаш
Кидаш — река в России, протекает по территории Туймазинского и Ермекеевского районов Башкортостана. Устье реки находится в 424 км по правому берегу реки Ик.

## География и гидрология
Длина реки составляет 52 км, площадь водосборного бассейна — 777 км². В реку впадают притоки — Сосновка, Широкий Лог, Церковный Лог, Карлинский Лог, Челноков Лог, Казённый Лог, Стивинзя, Ташлы, Большой Улькай.
От устья к истоку на реке расположены следующие населённые пункты: Старотураево, Аксаково, Усман-Ташлы, Старошахово, Чапаево, Нижнетроицкий, Фрунзе, Верхнетроицкое, Новонарышево.

## Данные водного реестра
По данным государственного водного реестра России относится к Камскому бассейновому округу, водохозяйственный участок реки — Ик от истока и до устья, речной подбассейн реки — бассейны притоков Камы до впадения Белой. Речной бассейн реки — Кама.
Код объекта в государственном водном реестре — 10010101312111100028015.